# Team Corratec/Saison 2023
Dieser Artikel beschreibt die Mannschaft und die Siege des Radsportteams Corratec in der Saison 2023 auf.

## Mannschaft
| Teamkader 2023                                   | Teamkader 2023     | Teamkader 2023         | Teamkader 2023                                          |
| Name                                             | Geburtsdatum       | Land                   | Vorheriges Team                                         |
| ------------------------------------------------ | ------------------ | ---------------------- | ------------------------------------------------------- |
| Matteo Amella                                    | 26. Oktober 2001   | Italien                | SC Valle Seriana-Cene ASD (2021)                        |
| Davide Baldaccini                                | 22. Mai 1998       | Italien                | Petroli Firenze-Hopplà-Don Camillo (2021)               |
| Antonio Barać                                    | 19. Januar 1997    | Kroatien               | Meridiana Kamen (2022)                                  |
| Valerio Conti                                    | 30. März 1993      | Italien                | Astana Qazaqstan Team (2022)                            |
| Nicolas Dalla Valle                              | 13. September 1997 | Italien                | Giotti Victoria-Savini Due (2022)                       |
| Stefano Gandin                                   | 28. März 1996      | Italien                | Zalf Euromobil Fior (2021)                              |
| Alessandro Iacchi                                | 26. Mai 1999       | Italien                | Team Qhubeka (2022)                                     |
| Alexander Konychev                               | 25. Juli 1998      | Italien                | BikeExchange-Jayco (2022)                               |
| Giulio Masotto                                   | 14. Mai 1999       | Italien                | Zalf Euromobil Fior (2021)                              |
| Marco Murgano                                    | 29. März 1998      | Italien                | Casillo-Petroli Firenze-Hopplà (2020)                   |
| Simone Olivero                                   | 29. April 2001     | Italien                | Vigor Cycling Team (2021)                               |
| Charlie Quarterman                               | 6. September 1998  | Vereinigtes Königreich | Philippe Wagner Cycling (2022)                          |
| Lorenzo Quartucci                                | 5. April 1999      | Italien                | Petroli Firenze-Hopplà (2022)                           |
| Jan Stöckli                                      | 8. Januar 1999     | Schweiz                | Team KIBAG-OBOR-CKT (2021)                              |
| Veljko Stojnić                                   | 4. Februar 1999    | Serbien                | Vini Zabù (2021)                                        |
| Nicolás Tivani                                   | 31. Oktober 1995   | Argentinien            | Agrupación Virgen de Fátima-San Juan Biker Motos (2022) |
| Karel Vacek                                      | 9. September 2000  | Tschechien             | Tirol KTM Cycling Team (2022)                           |
| Etienne van Empel                                | 14. April 1994     | Niederlande            | China Glory Continental Cycling Team (2022)             |
| Attilio Viviani                                  | 18. Oktober 1996   | Italien                | Bingoal Pauwels Sauces WB (2022)                        |
| Samuele Zambelli                                 | 2. April 1998      | Italien                | Work Service-Vitalcare-Dynatek (2022)                   |
| Antoine Debons (1. Aug.–31. Dez., Stagiaire)     | 17. Februar 1998   | Schweiz                | Charvieu-Chavagneux IC (2022)                           |
| Kyrylo Tsarenko (1. Aug.–31. Dez., Stagiaire)    | 13. Oktober 2000   | Ukraine                | Gallina-Ecotek-Lucchini (2022)                          |
| Valentin Darbellay (1. Aug.–31. Dez., Stagiaire) | 19. November 1997  | Schweiz                |                                                         |
|                                                  |                    |                        |                                                         |
| Quelle: ProCyclingStats                          |                    |                        |                                                         |

## Siege
| Siege    | Siege                           | Siege    | Siege  | Siege               | Siege |
| Datum    | Rennen                          | Staat    | Klasse | Sieger              |       |
| -------- | ------------------------------- | -------- | ------ | ------------------- | ----- |
| 11. Jul. | Tour of Qinghai Lake, 3. Etappe | China    | 2.Pro  | Davide Baldaccini   |       |
| 14. Jul. | Tour of Qinghai Lake, 6. Etappe | China    | 2.Pro  | Attilio Viviani     |       |
| 23. Jul. | Cupa Max Ausnit                 | Rumänien | 1.2    | Nicolás Tivani      |       |
| 8. Okt.  | Tour of Hainan, 4. Etappe       | China    | 2.Pro  | Nicolas Dalla Valle |       |

## UCI-Weltranglisten-Platzierungen
| UCI-Ranking | UCI-Ranking         | UCI-Ranking            | UCI-Ranking |
| Fahrer      | Fahrer              | Land                   | Punkte      |
| ----------- | ------------------- | ---------------------- | ----------- |
| 262.        | Nicolás Tivani      | Argentinien            | 361 P.      |
| 470.        | Davide Baldaccini   | Italien                | 186 P.      |
| 470.        | Nicolas Dalla Valle | Italien                | 186 P.      |
| 550.        | Valerio Conti       | Italien                | 146 P.      |
| 594.        | Karel Vacek         | Tschechien             | 133 P.      |
| 708.        | Attilio Viviani     | Italien                | 103 P.      |
| 708.        | Marco Murgano       | Italien                | 103 P.      |
| 726.        | Veljko Stojnić      | Serbien                | 100 P.      |
| 780.        | Alexander Konychev  | Italien                | 91 P.       |
| 842.        | Antoine Debons      | Schweiz                | 81 P.       |
| 873.        | Lorenzo Quartucci   | Italien                | 76 P.       |
| 960.        | Antonio Barać       | Kroatien               | 65 P.       |
| 1178.       | Andrij Ponomar      | Ukraine                | 47 P.       |
| 1358.       | Etienne van Empel   | Niederlande            | 36 P.       |
| 1693.       | Valentin Darbellay  | Schweiz                | 24 P.       |
| 1938.       | Stefano Gandin      | Italien                | 15 P.       |
| 2172.       | Charlie Quarterman  | Vereinigtes Königreich | 10 P.       |
| 2342.       | Samuele Zambelli    | Italien                | 8 P.        |
| 2422.       | Jan Stöckli         | Schweiz                | 6 P.        |
| 2765.       | Giulio Masotto      | Italien                | 3 P.        |